# Kato Panagia (Zypern)
Kato Panagia (griechisch Κάτω Παναγιά) ist eine verlassene Siedlung in der Gemeinde Pitargou im Bezirk Paphos in der Republik Zypern.

## Lage und Umgebung
Kato Panagia liegt im Westen der Mittelmeerinsel Zypern auf einer Höhe von etwa 240 Metern, etwa 20 Kilometer nordöstlich von Paphos. Die Straßenverbindung von Kato Panagia mit der Umgebung erfolgt über unbefestigte Straßen. Die durchschnittliche jährliche Niederschlagsmenge beträgt etwa 615 Millimeter. Geologisch betrachtet liegt Kato Panagia auf Kreiden, Mergeln, Margaischen Kreiden und Kreidemergeln. Auf diesen Gesteinen entwickelten sich kalkhaltige Böden.

## Bevölkerungsentwicklung
Nach 1931 war das Dorf verlassen. Die folgende Tabelle zeigt die Bevölkerung des Dorfes, wie sie in den in Zypern durchgeführten Volkszählungen erfasst wurde.
| Jahr      | 1881 | 1891 | 1901 | 1911 | 1921 | 1931 | 1946 |
| Einwohner | 27   | 21   | 13   | 1    | 0    | 8    | 0    |